# Preludier (bok)
Preludier är del 1:1 av Hjalmar Söderbergs Samlade skrifter, vilken innehåller hans ungdomsnoveller och kåserier för tidsperioden 1887 till 1896 samt en tidskommentar. Denna period är således före utgivningen av Söderbergs första novellsamling Historietter från 1898.
Boken Preludier är under redaktion och kommentarer av Björn Sahlin och Nils O. Sjöstrand. Den är utgiven 2021 på bokförlaget Lind & Co.

## Bakgrund
Novellsamlingen Resan till Rom med nio noveller blev den avslutande novellsamlingen utgiven under Hjalmar Söderbergs livstid. I de sex samlingarna mellan åren 1898 och 1929 publicerades sammanlagt 74 olika noveller.

## Del i ”Samlade skrifter”
I denna del av ”Samlade skrifter” redovisar Björn Sahlin och Nils O. Sjöstrand, att Söderberg skrev ett 40-tal noveller och kåserier under tidsperioden 1887–1896. Av dessa publicerades omkring en tredjedel i någon av de sex novellsamlingarna. Sammantaget uppgår antalet kända noveller och kåserier av Hjalmar Söderberg till över 100 under en tidsrymd av 50 år (1887–1937). I Litteraturbanken.se är 78 av novellerna lätt åtkomliga för den intresserade läsaren.

## Innehåll
Preludier 1:1 innehåller sammanlagt 46 noveller och kåserier av vilka 19 tryckts i någon av de sex novellsamlingar, som gavs ut under Söderbergs levnad. Här är 27 noveller inte med i någon av dessa novellsamlingar. Postumt kom dock flera noveller med i Sista boken och Ur glömskan. Novellerna är väl noterade av Herbert Friedländer, som utförde en mycket omfattande dokumentation och katalogisering av Söderbergs verk. 
Samtliga noveller och kåserier, vilka är med i Preludier 1:1 redovisas här:
- Dödsfiender - Saga (1887), opublicerad. [Se även "En vansinnig historia" och "Sann historia".][7][8]  Ingår i bearbetad form i Historietter.
- Återfall (oktober 1889), Hvar 8 dag. [Se även "Där nere".][9][10]
- Skilda vägar (maj 1889), Dagens Nyheter,[11] Ingår i Preludier Historietter.
- Högsommar (juni 1889), Dagens Nyheter.[11] Ingår i Ur glömskan.
- Mulet - Järnvägsskiss af S-g (oktober 1889), Dagens Nyheter.[11] Ingår i Ur glömskan.
- En dödsbädd (mars 1890), Dagens Nyheter,[12] [Se även "Dödsscen"] Ingår i Preludier Historietter.
- En herrelös hund (1894-1895), Nornan,[13] Ingår i Historietter.
- Bekymmer – Upsala-novelett (november 1890), Dagens Nyheter.[12]
- Ett kåseri om gråa dagar i ungdomens gamla stad (november 1890), Dagens Nyheter.[12] (Utkast till "Duggregnet") Ingår i Historietter.
- I nöd (december 1890), Dagens Nyheter.[12]
- Blek kärlek (januari 1891/mars 1891), opublicerad. [Se även "I drömmar".][14]
- I hamn (mars 1891), Dagens Nyheter.[15] Ingår i Ur glömskan.
- Från havet - Några Visbystämningar (juli 1891), Dagens Nyheter.[16] Ingår i Ur glömskan.
- Kanalfärd – Novellett (september 1891), Dagens Nyheter.[16] Ingår i Ur glömskan.
- Oktoberskymning (hösten 1891), Svenska Familje-Journalen Svea.[16] Ingår i Ur glömskan.
- Vår stad. Några flyktiga intyck (december 1891), Nyaste Kristianstadsbladet.[17][18] Ingår i Ur glömskan
- Sol över snö (december 1891), [kåseri], Nyaste Kristianstadsbladet.[17][19] Ingår i Ur glömskan.[20]
- I kaféet (december 1891),[kåseri], Nyaste Kristianstadsbladet.[17] Ingår i Ur glömskan.[21][22]
- Skånsk jul (december 1891), [kåseri], Nyaste Kristianstadsbladet.[17] Ingår i Ur glömskan.[23][24]
- Där nere [osignerad] (december 1891), Dagens Nyheter.[25][10]
- Vid korsvägen (december 1891), (januari 1892), Nyaste Kristianstadsbladet.[26] Ingår i Preludier Historietter.
- Mardröm (januari 1892), Nyaste Kristianstadsbladet,[27] Ingår i Historietter.
- Dödsscen (januari 1892), Nyaste Kristianstadsbladet.[27][12] [Se även "En dödsbädd"] Ingår i Preludier Historietter.
- Lilla mormor (februari 1892), Nyaste Kristianstadsbladet.[27]
- Ett par blad ur en gammal dagbok - av Hjalmar Söderberg (mars 1892, 1911), Ord och Bild.[28] Ingår i Ur glömskan.
- Juniqväll. En idyll från gatan (juni 1892), Nya Dagligt Allehanda.[29]
- Septemberskymning (september 1892), Nya Dagligt Allehanda.[29]
- Novemberdag (november 1892), Dagens Nyheter.[29] Ingår i Ur glömskan.
- Länge sedan (november 1892), Dagens Nyheter.[29]
- Ur glömskan (1892-1893), Svea Folkkalender,[30] Ingår i Främlingarna.
- Krönika 1 (februari 1893), [kåseri], Svenska Familje-Journalen Svea.[30]
- Krönika 2 (mars 1893), [kåseri], Svenska Familje-Journalen Svea.[30]
- Vårdröm – skiss (mars 1893), Dagens Nyheter.[30]
- Krönika 3 (april 1893), [kåseri], Svenska Familje-Journalen Svea.[30]
- Krönika 4 (maj 1893), [kåseri], Svenska Familje-Journalen Svea.[30]
- Gamla mormor (våren 1893), Idun.[31]
- Fröken Hall (1893), Ord och Bild.[31] Ingår i Främlingarna.
- Porträttet (september 1893), Nya Dagligt Allehanda,[31] Ingår i Preludier Historietter.
- Flodfart (oktober 1893), Dagens Nyheter,[31] Ingår i Det mörknar öfver vägen
- Margot. Novellett (1893), Nornan,[31] Ingår i Främlingarna.
- Historieläraren (november 1894), Dagens Nyheter,[13] Ingår i Historietter.
- Två dikter på prosa 1) En herrelös hund (1894-1895), Nornan.[13] Ingår i Historietter.
- Två dikter på prosa 2) Mardröm (1894-1895), Nornan.[13] Ingår i Historietter.
- I drömmar (maj 1895), Idun [Se även "Blek kärlek"].[14]
- Med strömmen (1895, 1898), Vintergatan (kalender),[32] Ingår i Främlingarna.
- Sotarfrun (1895-96), Nornan,[8] Ingår i Historietter.
- En vansinnig historia, Om ett plank, en påle, en katt, en katt till samt min mormor (1896), Nordisk revy, [Se även "Sann historia" och "Dödsfiender - Saga".],[8] Ingår i Historietter.